# 김성식 (축구 선수)
김성식(한국 한자: 金星式, 1992년 5월 24일 ~ )은 대한민국의 축구 선수이며 포지션은 수비수이다.

## 학력
- 서울옥수초등학교
- 경신중학교
- 중동고등학교